# William J. Baker
Pour les articles homonymes, voir Baker.
William Baker (né en 1972) est un botaniste britannique spécialiste des palmiers.

## Biographie
En 1993, il obtient son BA de l'Université d'Oxford. En 1994, il obtient son M.Sc. (maitrise) à l'Université de Reading et en  1997, son doctorat de cette même université.
Baker est membre de la Systematics Association, de l'UICN - SSC Palm Specialist Group, du Life Science Panel de la Royal Geographical Society, de la Linnean Society de Londres et du Rock Garden Plant Committee de la Royal Horticultural Society.
Baker travaille au Royal Botanic Gardens de Kew depuis 1998, où il est chef du département de recherche sur les palmiers à l'herbier depuis 2005, succédant à John Dransfield. Baker est engagé dans des recherches sur la biologie évolutive, la systématique et la biogéographie des palmiers.
Baker, avec Scott Zona du Fairchild Tropical Botanic Garden, décrit un nouveau genre de palmier pour la science: Dransfieldia . Ce genre, nommé pour honorer John Dransfield, ne comprend que l'espèce Dransfieldia micrantha, que l'on trouve en Nouvelle-Guinée.
Baker est (co) auteur d'articles dans des revues scientifiques telles que l' American Journal of Botany, le Botanical Journal of the Linnean Society, Curtis's Botanical Magazine, Kew Bulletin, Nature and Systematic Botany . Avec John Dransfield, Nathalie W. Uhl, Conny B. Asmussen, Madeline M. Harley et Carl E. Lewis, Baker est l'auteur de l'ouvrage standard de 2008 Genera Palmarum: The Evolution and Classification of Palms, appelé plus couramment GP2 . En 2009, ce livre a remporté le prix annuel de littérature du Conseil des bibliothèques botaniques et horticoles .
En 2008, Baker reçoit la médaille du bicentenaire de la Linnean Society of London, une récompense décernée à un biologiste de moins de 40 ans pour ses réalisations exceptionnelles. Il est membre de l'American Society of Plant Taxonomists.
En 2016, publication avec John Dransfield de «Beyond Genera Palmarum: progress and prospects in palm systematics», une mise à jour complète de la classification des Arecaceae.